# 新海県 (黒竜江省)
新海県（しんかい-けん）は中華人民共和国黒竜江省にかつて存在した県。現在の海林市北東部に相当する。

## 歴史
国共内戦期間中の1946年（民国35年）、中国共産党の解放区として設置された。1948年に五林県と合併し海林県と再編された。